# Heinrich Bronzetti
Ignaz Heinrich Bronzetti (* 10. Juli 1815 in Bamberg; † 20. November 1882 in München) war ein bayerischer Generalmajor.

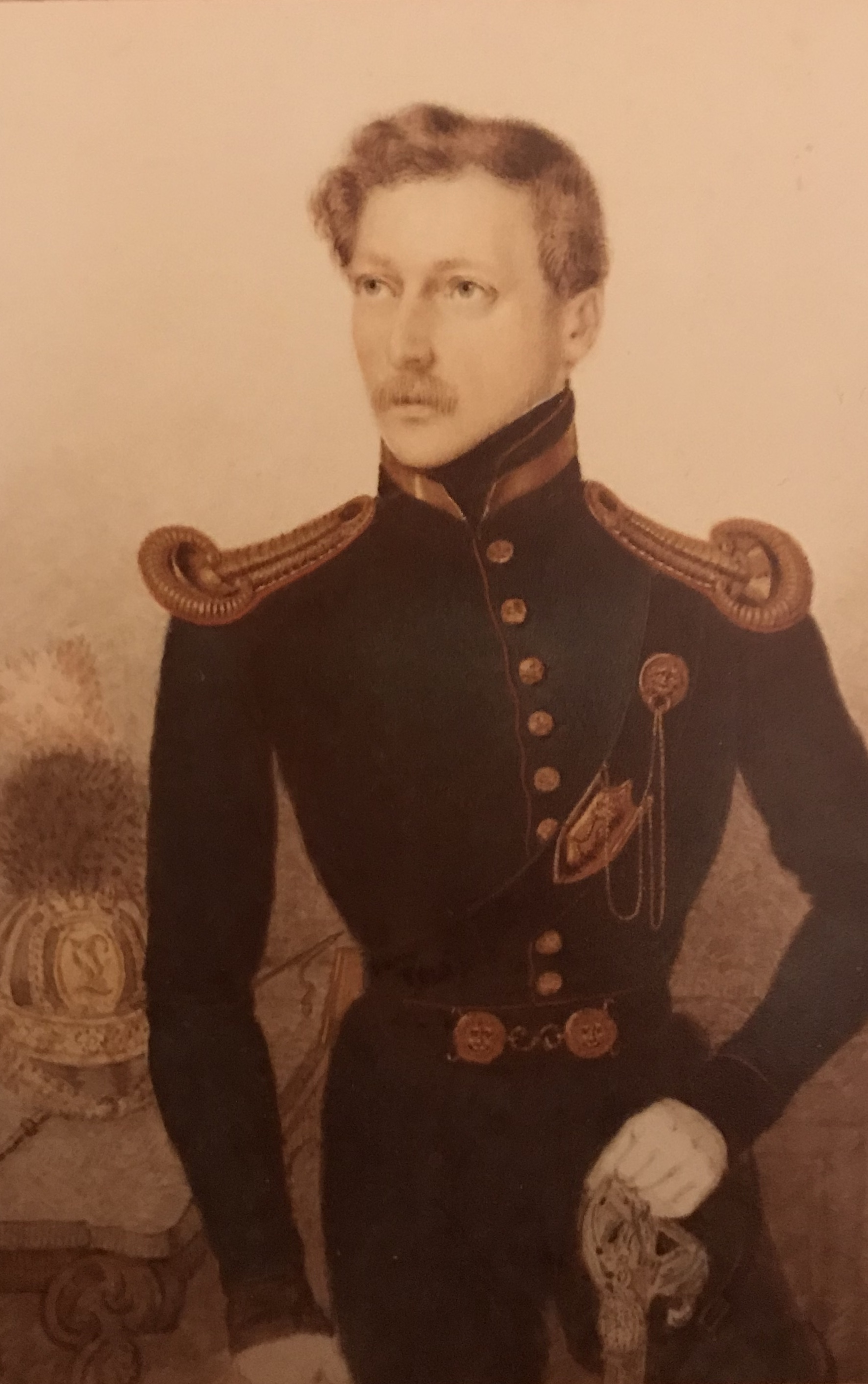
Heinrich Bronzetti

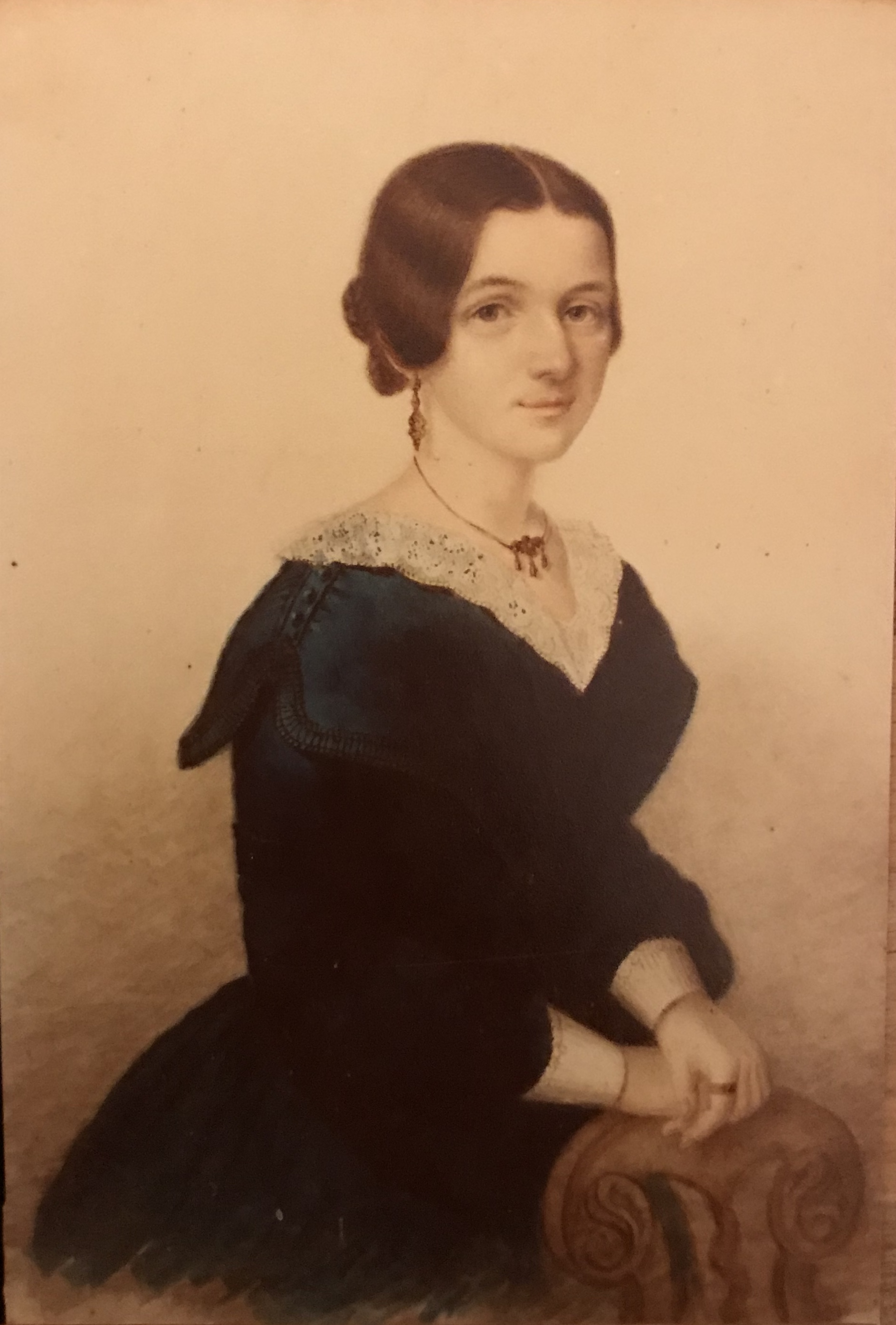
Amalie Bronzetti, geb. Sauer

## Leben

### Herkunft
Heinrich war ein Sohn des bayerischen Oberst Carl Joseph Bronzetti (1788–1854) und dessen Ehefrau Helene, geborene Ott (1790–1855). Er war Cousin der berühmten „Fratelli Bronzetti“, Narciso Bronzetti und Pilade Bronzetti, die als Soldaten in den Kriegen um die Einigung Italiens fielen.

### Militärkarriere
Bronzetti besuchte ab seinem 13. Lebensjahr das Kadettenkorps in München. Seine Zeugnisse weisen ihn als einen der Besten seiner Klasse aus. Am 6. August 1833 trat er als Junker in das 2. Artillerie-Regiment der Bayerischen Armee ein und avancierte bis Anfang Oktober 1849 zum Hauptmann. Nach einer einmonatigen Tätigkeit im 4. Artillerie-Regiment stieg Bronzetti Anfang Mai 1859 zum Major auf und war vom 16. Mai 1859 bis zum 6. Mai 1862 Kommandeur der Fuhrwesen-Division seines Stammregiments. Am 20. Mai 1866 folgte mit der Beförderung zum Oberstleutnant seine Versetzung in das 3. Feldartillerie-Regiment „Königin Mutter“, mit dem er sich am Krieg gegen Preußen beteiligte. Mit Entschließung vom 31. Dezember 1868 verlieh ihm König Ludwig II. das Ritterkreuz I. Klasse des Verdienstordens vom Heiligen Michael. Unter Beförderung zum Oberst wurde Bronzetti am 1. Februar 1870 zum Regimentskommandeur ernannt, das er im folgenden Krieg gegen Frankreich bei Beaumont, Remilly-sur-Meuse, Sedan, Artenay, Orléans, Coulmiers, Nogent-le-Rotrou sowie vom 22. September bis 5. Oktober 1870 bei der Belagerung von Paris führte. Bei Bazoches-les-Hautes erlitt er am 2. Dezember 1870 zwei Schusswunden, die jedoch schnell wieder heilten. Für sein Wirken erhielt Bronzetti am 1. Dezember 1870 das Ritterkreuz I. Klasse des Militärverdienstordens und nach dem Friedensschluss am 19. März 1873 das Eiserne Kreuz II. Klasse.
Am 11. April 1874 wurde er pensioniert und am 8. Juli 1875 erhielt er den Charakter als Generalmajor.
Zu seinem Abschied schrieb ihm die Königinmutter Marie am 29. April 1874: „Ich bedauere von Herzen, daß Sie unser schönes tapferes Regiment verlassen haben, welches Sie stets siegreich führten in dem schwersten Kriege. Es wird Ihnen zu steter Ehre und Genugthuung gereichen.“

### Familie
Aus Bronzettis Ehe mit Amalie Sauer (1821–1900) ging die Tochter Dora (1850–1934) hervor, die den Oberstleutnant Richard Jaeger (1845–1899) heiratete.